# Granat zapalający

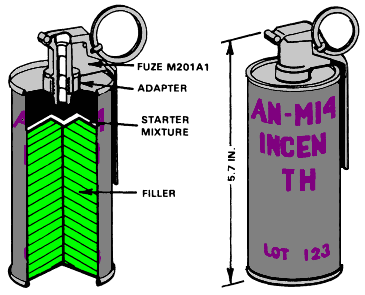
Granat zapalający AN-M14; materiał zapalający (termit) zaznaczony na zielono

Granat ręczny zapalający – bojowy granat ręczny, wykorzystywany do rażenia siły żywej przeciwnika, niszczenia pojazdów, zapasów oraz umocnień, przez ich podpalenie. Granat składa się z cienkościennej skorupy wypełnionej materiałem zapalającym, najczęściej białym fosforem i zapalnika. Biały fosfor jest szczególnie groźny, bo powoduje trudno gojące się poparzenia. Innym materiałem zapalającym wykorzystywanym w granatach jest termit, którego zaletą jest bardzo wysoka temperatura palenia się (2500–3000o) oraz niezależność od tlenu atmosferycznego.